# Linz
Linz (starinsko slovensko tudi Linec) je glavno mesto avstrijske zvezne dežele Zgornje Avstrije in mesto s posebnim statutom ob reki Donavi. Samo mesto ima  212.000 prebivalcev (2024) in je tretje največje mesto v Avstriji za Dunajem in Gradcem, mestna aglomeracija Linza s širšo okolico pa je celo druga največja v državi. Linz je sedež javne Univerze Johannesa Keplerja, rimskokatoliške škofije in Zasebne katoliške teološke univerze, kot tudi Zasebne univerze za glasbo, igro in ples Antona Brucknerja ter Univerze umetnosti in industrijskega oblikovanja.
Mesto so ustanovili Rimljani, ki so ga imenovali Lentia, verjetno po keltskem imenu lentos za ovinek ali zavoj. Tako je od samega začetka mesto povezano z Donavo, ki tukaj dela zavoj.
Za varovanje prehoda reke so  sredi prvega stoletja postavili kastel in ga v drugem stoletju še povečali. Lentio so večkrat napadla in uničila germanska plemena, vendar je preživela selitve narodov. Do leta 799, ko je prvič omenjea z nemškim imenom Linze ni znanega veliko. Med vladavino Karolingov je trg (od leta 806) pobiral carino za celoten Traungau. Pod Babenberžani (1210) je postal mesto in služil kot mejna utrdba za ščit pred Bavarci. Mitnina, ki jo je pobiralo mesto, je bil eden pomembnejših virov zaslužka avstrijskih vojvod. 
Ugled mesta je strmo naraščal in Friderih III. ga je med letoma 1489 in 1493 postavil za središče Svetega rimskega cesarstva. V času reformacije je bil Linz do leta 1600 protestantski; takrat je nastala tudi deželna hiša v renesančnem stilu. Pozneje je bila v njej nastanjena šola, v kateri je med 1612 in 1626 učil Johannes Kepler. Po protireformaciji in tridesetletni vojni se je mesto barokiziralo.
Sredi 19. stoletja so začeli po Donavi pluti s parniki in 1832 je bila v Češke Budjejovice speljana prva železnica na kontinentu. Vlak so takrat vlekli konji. V začetku so tudi tramvaje vlekli konji, ko pa jih je zamenjala elektrika, je Linz dobil adhezijsko železnico z največjim nagibom na svetu, ki je kot danes najstarejša ohranjena na svetu.
V bližnjem mestu Leonding sta pokopana Hitlerjeva starša. Hitler je hodil v šolo (»Fadingergymnasium«) v Linzu, vendar je ni končal in je odšel na šolo v Steyr.
Med 2. svetovno vojno je Linz postal veliko industrijsko področje s kemično in jeklarsko industrijo za nacistični vojaški stroj. Veliko tovarn so v Linz preselili iz na novo zasedene Češkoslovaške. Na Donavi, ki teče po najvzhodnejšem delu mesta in deli okrožje Urfahr od ostalih delov mesta, je bila po vojni razmejitvena črta med ameriškimi in sovjetskimi vojaškimi enotami.
Nedaleč od mesta je stalo zloglasno nacistično koncentracijsko taborišče Mauthausen.
Linz je še danes industrijsko mesto. Glavni industrijski družbi sta velik koncern VOEST (poznan po postopku LD (»Linz-Donauwitz«) za proizvodnjo jekla) in njegov kemični del »Chemie Linz«, oba v pristanišču blizu Donave. Mesto je pogosto prizorišče glasbenega in umetniškega dogajanja, ki je v njem in v Zgornji Avstriji globoko zasidrano.
Glavna ulica »Landstrasse« vodi od trga »Blumauerplatz« do glavnega trga, kjer sredini stoji visok kužni steber »Pestsäule« (znan tudi kot »Dreifaltigketssäule«), ki spominja na umrle med epidemijo kuge.
Mozart je v Linzu leta 1783 napisal svojo Simfonijo št. 36 za izveden koncert v mestu. Delo je danes znano kot Simfonija mesta Linz. Prva različica Brucknerjeve Simfonije št. 1 v c-molu je znana kot različica Linz.
Ars Electronica Center (AEC) ob severnem bregu Donave (v okrožju Urfahr) prek predela Alt Stadt domuje en od redkih javnih 3D CAVE-ov v Evropi. Vsako leto se v tem središču zbirajo tehnološko usmerjeni umetniki na Festivalu Ars Electronica.
Leta 2003 so ob bregu Donave zgradili sodobno umetnostno galerijo »Lentos«. Stavbo lahko ponoči osvetlijo v različnih barvah.